# Amets Arzallus
Amets Arzallus Antia (Saint-Jean-de-Luz, 9 novembre 1983) è un giornalista, scrittore e bertsolari francese di lingua basca.
Assieme a Ibrahima Balde, è coautore del libro Fratellino, pubblicato da Feltrinelli nel 2021, tradotto dalla lingua basca da Roberta Gozzi, nel quale raccoglie la storia raccontatagli oralmente da Balde, ragazzo nato nel Guinea, che intraprende un viaggio alla ricerca del suo fratello piccolo partito con l’intenzione di raggiungere l’Europa e mai arrivatoci. Il libro è la cronaca della vita di Ibrahima Balde, che racconta senza vittimismo ma in tutta la sua drammaticità la traversata del deserto, il traffico dei migranti, la prigionia, le torture, la polizia, il viaggio in mare, la morte, con una voce, a tratti poetica, che ci racconta cosa significa conoscere la sete, la fame, la sofferenza.
Amets Arzallus è anche bertsolari, cioè improvisatore di versi in lingua basca.
Durante una conversazione con i gesuiti di Malta nel 2022, Papa Francesco ha insolitamente consigliato la lettura del suo libro intitolato Miñan. Si tratta di una delle poche citazioni di pubblicazioni contemporanee effettuate dal Pontefice in un discorso pubblico.